# Arbúcies
Arbúcies è un comune spagnolo di 5 126 abitanti situato nella comunità autonoma della Catalogna.